# Tintengraben
Der Tintengraben war der Name eines Wassergrabens in Hannover, der in großen Teilen verrohrt vom heutigen Stadtteil List durch den Stadtteil Sahlkamp über das Naturschutzgebiet Kugelfangtrift / Segelfluggelände verläuft und nach einer Namensänderung als neuer Graben ab Langenhagen als Flussgraben schließlich in die Wietze mündet.

## Geschichte
Der Tintengraben, ursprünglich Wietzegraben, hatte seinen Namen von den blau gefärbten Abwässern der Pelikan Werke. Mit der Errichtung eines Neubaugebietes auf dem Grundstück der Pelikanwerke wurde der in den 1970er Jahren verrohrte Graben 2012 renaturiert (Lage). Zwei durch das Neubaugebiet entstandene Straßen wurden als Tintentrift und Tintengraben benannt.